# Regla de la mà esquerra

Regla de la mà esquerra

La regla de la mà esquerra  és la que determina cap a on es mou un conductor o en quin sentit es genera la força dins d'ell.
Va ser ideada pel seu ús en electromagnetisme pel físic britànic John Ambrose Fleming al segle xix.
En un conductor que està dins d'un camp magnètic i pel qual es fa circular un corrent, es crea una força el sentit dependrà de com interaccionin ambdós vectors (corrent i camp). Per el palmell de la mà (esquerra) entra el camp magnètic que interacciona amb el conductor, pel dit polze es determina el sentit de la força i els altres tres dits ens indiquen en quin sentit gira el corrent dins el conductor.
Si volem esbrinar el sentit de la força que un camp magnètic exerceix sobre un electró (càrrega elèctrica negativa) que circula pel si d'aquest camp magnètic, hem de prendre com a sentit de la força l'oposat al que indica el dit polze de la mà esquerra.